# Bartholomäus Öberl
Bartholomäus Öberl, auch Eberl, Eberle, Eberlin, Öberli, Öberle, (* 1660 in Bachern; † Juli 1742 in  Friedberg bei Augsburg) war ein lokaler Bildhauer des Barocks in Friedberg.

## Leben

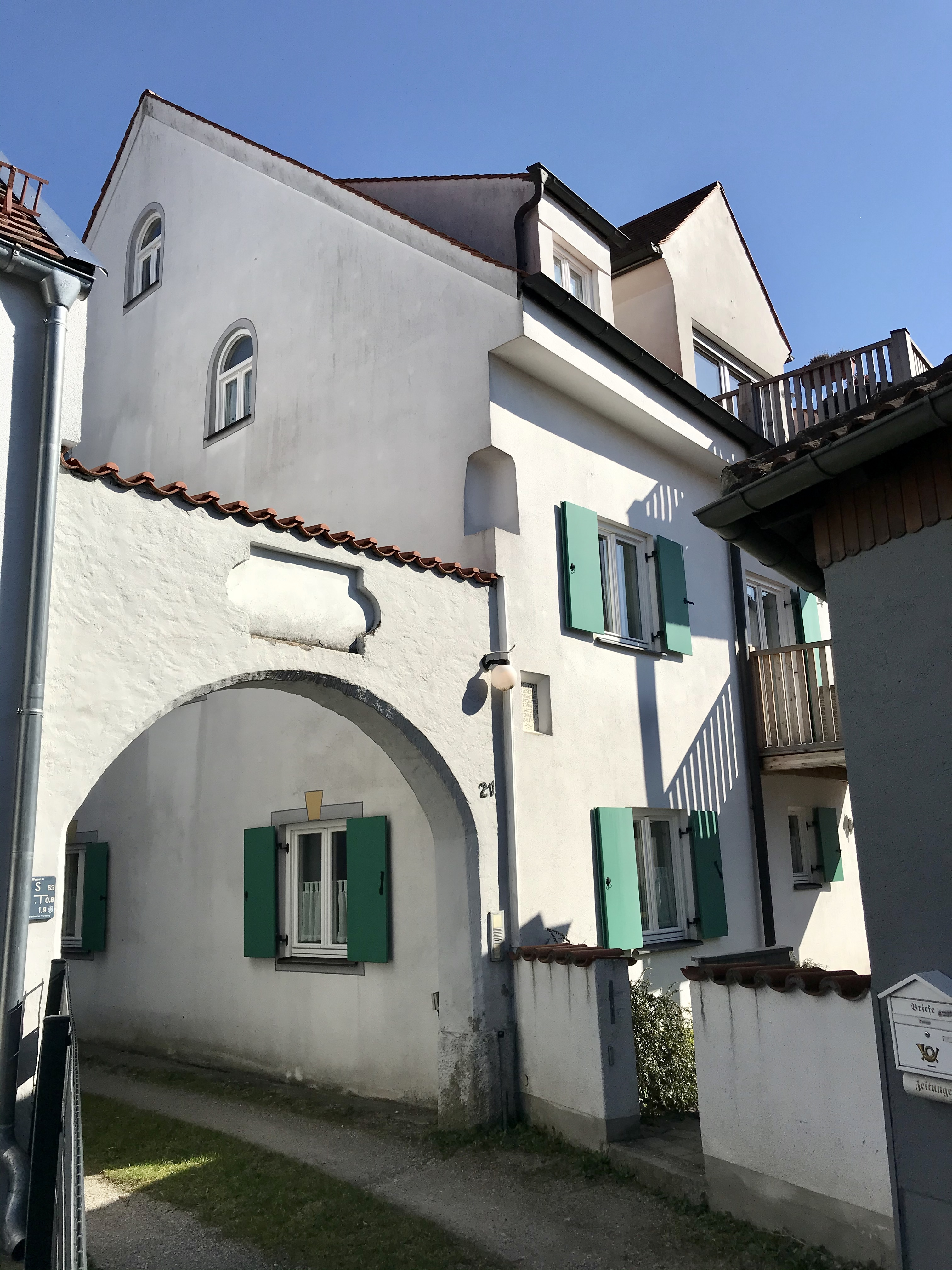
Gebäude der ehemaligen Werkstatt Öberls in Friedberg

Öberl wurde 1660 als Sohn eines Schreiners in Bachern geboren. Er heiratete in erster Ehe am 29. Juli 1686 und wirkte fortan als Bildhauer in Friedberg. Insgesamt hatte Öberl 12 Kinder aus drei Ehen. Einer seiner Söhne war Johann Caspar Öberl, welcher die Bildhauerwerkstatt in Friedberg, Unterm Berg Nr. 21, übernahm. Beide Öberl waren außergewöhnlich produktiv und ihre Werke lassen sich weit über den Friedberger Raum hinaus nachweisen. Die Arbeiten der Künstler gelten als „von beachtlichem Niveau“. Im Gegensatz zu seinem Sohn sind zumindest Öberls frühe Bildwerke eher schwer und verhalten. 
Bartholomäus Öberl wurde nach seinem Tod am 20. Juli 1742 bei St. Stefan in Friedberg bestattet.

## Werke (Auswahl)

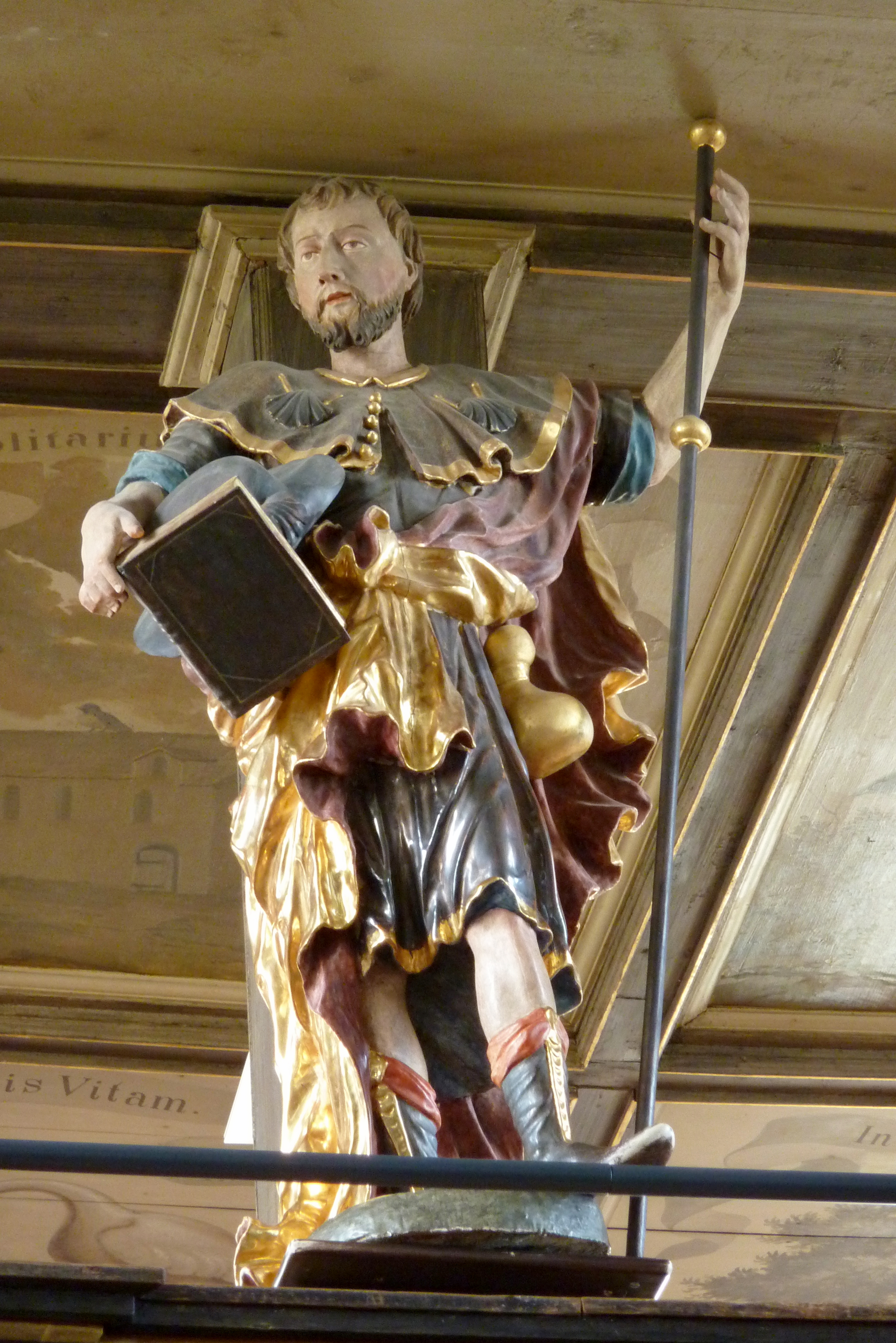
St. Jakobus in Biberbach

- Figurengruppe Geißelchristus und Mater dolorosa in St. Philipp und Walburga in Rohrbach
- Apostel Jakobus und  Christus in der Rast in St. Jakobus, St. Laurentius und Hl. Kreuz in Biberbach[2]
- Engelsfiguren in der Wallfahrtskapelle Maria Alber in Friedberg
- Geißelchristus in St. Johannes Baptist in Paar
- Figuren der 12 Apostel in St. Stephan in Kissing
- mit Johann Caspar Öberl: Figuren in der Salzbergkapelle zwischen Anwalting und Gebenhofen (Landkreis Aichach-Friedberg); die Originale heute in der Filialkirche St. Andreas in Anwalting, in der Kapelle Kopien
- Figuren der heiligen Wolfgang und Nikolaus in St. Nikolaus in Hügelshart
- Figuren der heiligen Anna, Magdalena, Joachim und Johannes in der Loretokapelle in Stätzling